# Fielding (krykiet)

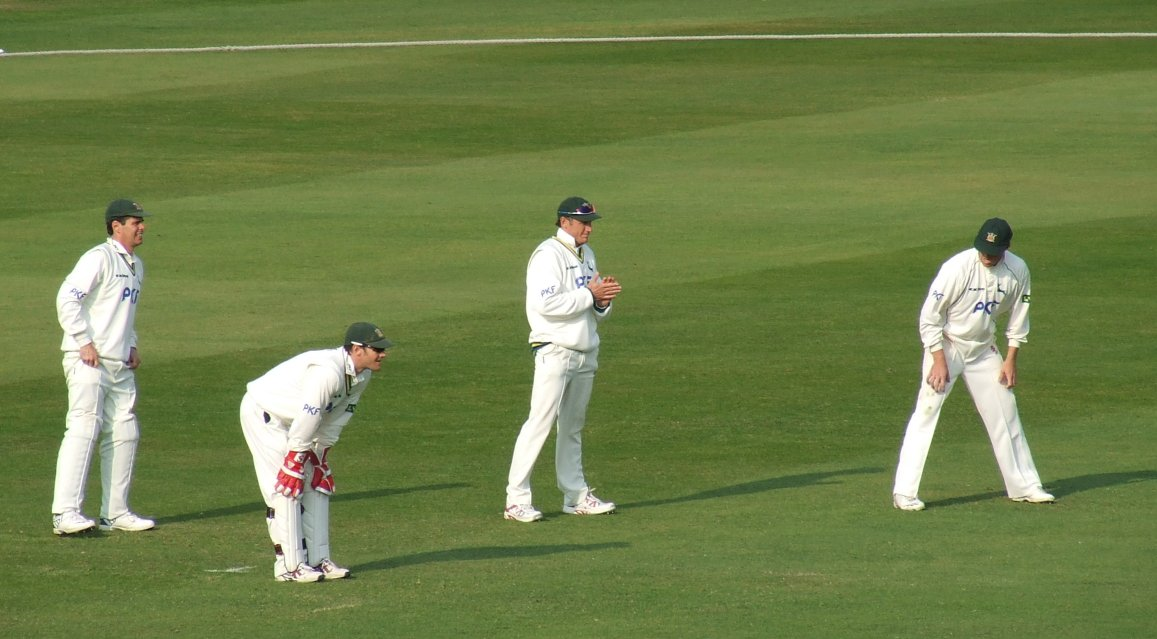
Wicket-keeper (pochylony) i trzech slipów czeka na kolejną piłkę. Ustawienie graczy sugeruje iż batsman jest leworęczny.

Fielding − w krykiecie określa wszelkie akcje związane ze zbieraniem przez graczy z pola piłek wybijanych przez batsmana (odbijającego). Mają one na celu zmniejszenie liczby runów zdobytych przez przeciwników oraz eliminowanie batsmanów. Fielderzy (lub fieldsmani) mogą dotykać piłki każdą częścią swojego ciała, jeśli jednak ugrzęźnie ona w ubraniu (np. w kapeluszu lub kieszeni), piłka staje się martwa i drużyna odbijająca otrzymuje pięć karnych punktów z wyjątkiem sytuacji, gdy batsman nie próbował odbić lub uniknąć piłki.
W XIX i na początku XX wieku, w przypadku meczów testowych, fielding nie był uważany za istotną część gry w krykieta i gracze często nie starali się gdy przychodziło do zbierania toczących się piłek. Jednak wraz z nadejściem meczów jednodniowych (ODI) fielding stał się bardzo istotną częścią gry, gdyż dobra drużyna potrafi zmniejszyć wynik przeciwników o ponad 30 punktów w inningsie.

## Pozycje fielderów i ich nazwy

Pozycje fielderów dla praworęcznego batsmana.

W drużynie krykietowej jest 11 graczy, z których jeden jest bowlerem a drugi wicket-keeperem, w związku z czym pozostałych 9 graczy może być rozstawionych na boisku w niemal dowolny sposób. O tym gdzie będą oni stali decyduje kapitan drużyny, który jest odpowiedzialny za strategię fieldingu. Kapitan może przesuwać swoich graczy po polu w niemal dowolnym momencie z wyjątkiem samej chwili wykonywania rzutu przez bowlera. Fielderzy nie mogą się poruszyć od momentu rozpoczęcia rozbiegu przez bowlera aż do chwili odbicia piłki.
Pozycje graczy mają swoje nazwy. Jest grupa podstawowych i często używanych pozycji, ale są i takie wykorzystywane bardzo rzadko. Jakkolwiek, nazwy te mają jedynie ułatwić komunikację między kapitanem a graczami oraz są ułatwieniem dla kibiców czy komentatorów. Pozycje nie są ustalone bezwzględnie i każda z nich ma swoje warianty.
Rysunek obok przedstawia większość możliwych pozycji fielderów na boisku, z założeniem, że batsman jest praworęczny. Strona boiska na lewo od praworęcznego batsmana (z jego punktu widzenia) jest nazywana on side (lub leg side), a ta z prawej strony off side. Dla leworęcznego batsmana nazwy i pozycje są odwrócone.

### Podział boiska
Strefa boiska okalająca pitch nazywa się infield. Gracze znajdujący się w infieldzie są na tak zwanych catching positions, czyli takich, których głównym zadaniem jest wyeliminowanie batsmana poprzez caught a nie zmniejszenie ilości zdobywanych przez niego runów. Duża liczba fielderów w infieldzie oznacza, że drużyna gra ofensywnie.
Strefa boiska znajdująca się między infieldem a granicą boiska (boundary) to tak zwany outfield. Gracze znajdujący się tam koncentrują się głównie na odrzucaniu piłek toczących się po ziemi w stronę boundary w celu zapobiegnięcia zdobyciu większej ilości runów przez przeciwników. Ponadto gracze ci muszą łapać długie piłki, które zmierzają poza boisko, ale zostały wybite na tyle słabo, że fielder może ją chwycić.

### Pozycje
Slips

Gracze na pozycji slips koncentrują się na łapaniu tak zwanych edges, czyli piłek, które batsman musnął kijem i te lecą na off side. W meczach testowych można zobaczyć od dwóch do (w ekstremalnych przypadkach) 9 graczy na tej pozycji, co określa się mianem kordonu slipów.
Gully

Gully jest jakby przedłużeniem ewentualnego kordonu slipów. Gra niemal prostopadle do batsmana.
Point, Cover, Mid-off/Long-off

Gracze na tych pozycjach znajdują się na prawo od praworęcznego batsmana. W defensywnie ustawionej drużynie będą stać bliżej granicy boiska, a w ofensywnie ustawionej - bliżej batsmana. Te pozycje są często najgęściej obsadzonymi pozycjami, często dublując pozycję (np. jednoczesne występowanie short cover i deep cover) jako że w tym kierunku batsmani posyłają piłki najczęściej oraz dlatego że występują pewne ograniczenia dotyczące on side.
Mid-on/Long-on, Mid-wicket, Square leg

Gracze na tych pozycjach znajdują się na lewo od praworęcznego batsmana. Ze względu na ograniczenia pozycji fieldingu graczy po tej stronie jest najczęściej mniej niż na off side. Często te pozycje zostają nieobsadzone lub operują tam fielderzy stojący przy boundary.
Fine leg

Ze względu na ograniczenia w ustawieniu graczy na boisku, pozycja fine leg jest często w ogóle nieobsadzona.
Long stop

W amatorskim krykiecie, gdy drużyna uważa wicket-keepera za kiepskiego, wykorzystuje się pozycję long stop do zbierania przepuszczonych przez niego piłek. Nie spotyka się jej w profesjonalnym krykiecie.
Third man

Pozycja znajdująca się za kordonem slipów. W meczach, gdzie pojawiają się slipsi, nie pojawia się. Jednak w sytuacji, gdy kapitan ich nie wykorzysta, najczęściej ustanowi pozycję third mana.

### Modyfikatory pozycji
Każda z wymienionych pozycji ma swoje modyfikatory, które pozwalają dokładniej określić miejsce w którym znajduje się fielder.
Deep, long

Operują przy granicy boiska, służą głównie zapobieganiu zdobywania czwórek i szóstek przez przeciwników.
Short

Blisko batsmana.
Silly

Bardzo blisko batsmana. Gracze na pozycjach silly to obok pozycji bat pad (lustrzanego odbicia silly point) jedyni fielderzy używający kasku, gdyż stoją tak blisko batsmana, że mogą nie mieć wystarczająco czasu na unik przed piłką lecącą w głowę. Na tych pozycjach najczęściej muszą grać najmłodsi gracze, gdyż jest to najmniej pożądana pozycja na boisku.
Square

Wzdłuż wyimaginowanego przedłużenia popping crease (linii bezpiecznej strefy batsmana)
Fine

Bliżej linii dzielącej boisko na pół wzdłuż pitchu (na on side i off side)
Wide

Dalej od linii dzielącej boisko na pół wzdłuż pitchu.
Forward

Bliżej końca pitchu okupowanego przez odbijającego batsmana.
Backward

Bliżej końca pitchu okupowanego przez bowlera i nieodbijającego batsmana.
Dodatkowo, komentatorzy często opisują takie detale w ustawieniu, używając takich określeń jak gully jest dziś dalej niż zwykle albo mid-off stoi zbyt głęboko, powinien podejść bliżej.

## Ograniczenia w ustawieniu fielderów
Gracze mogą generalnie stać w dowolnych miejscach, jednak na przestrzeni lat ukształtowały się niewielkie ograniczenia w tej kwestii, które wyeliminowały pewne luki, które były wykorzystywane przez drużyny w niezbyt honorowy sposób (np. bodyline).
W momencie rzucenia piłki:
- Żaden fielder nie może stać na pitchu. Jeśli zaś rzuca cień na pitch, nie może się w żaden sposób ruszyć (np. skłonić, co nie jest przesunięciem po boisku niedozwolonym dla wszystkich fielderów w momencie rzutu) aż do momentu gdy batsman wykonał zagranie lub miał okazję ale tego nie zrobił.
- Nie może być więcej niż dwóch fielderów (nie licząc wicket-keepera) w kwadrancie boiska za square leg zamykanym przez linię od long stop do miejsca gdzie stoi wicket oraz popping crease od wicketu w stronę sqaure leg. To ograniczenie wynikło z taktyki bodyline w której bowlerzy celowali w ciało batsmana tak, aby go zranić oraz żeby piłka odbiła się od jego pleców i wpadła w ręce stojących tam leg slipów. W związku z ograniczeniem nie stosuje się już tej taktyki. Ponadto sędzia może ukarać drużynę rzucającą, gdy bowler (wedle sędziego) celowo rzuca tak, aby zranić odbijającego.
- W niektórych meczach jednodniowych:
  - W czasie wyznaczonych overów w inningsie, nie może być więcej niż dwóch fielderów w outfieldzie, co oznacza, że 9 graczy musi stać w infieldzie. To pomaga odbijającym wybijać piłkę na cztery i na sześć punktów. Ograniczenie to trwa w przypadku 50-overowego meczu przez 10 pierwszych overów i 10 kolejnych wyznaczonych przez kapitanów obu drużyn (po 5 każdy). W meczu 20-overowym ograniczenie to trwa tylko 6 pierwszych overów.
  - Przez resztę meczu, nie więcej niż 5 fielderów może się znajdować w outfieldzie.
  - Ograniczenia te mają na celu zapobiegnięcie ekstremalnie defensywnego ustawienia graczy.

Jeśli któraś z tych zasad zostanie naruszona, sędzia przerywa grę i ogłasza no ball. Ponadto, jeśli gracz na bliskich łapiących pozycjach wykona ruch zanim batsman wykona odbicie, sędzia ogłasza martwą piłkę. Jakikolwiek ruch fieldera na bliskiej pozycji może albo być istotny przy wykonaniu danego odbicia albo najzwyczajniej rozproszyć batsmana a to jest niezgodne z duchem gry.

## Taktyka fieldingu[1].
Kapitan musi zadecydować które pozycje obsadzić, a które pozostawić wolne. Dokonuje on tego najczęściej poprzez konsultację z bowlerem. Ustawienie graczy będzie różne dla różnych bowlerów, np. przy legspinnerze można ustawić leg slipa (lustrzane odbicie slipa) i bat pada, gdyż istnieje szansa, że źle odbite piłki polecą w ich stronę, ale ustawianie graczy na tych pozycjach przy offspinnerze raczej mijałoby się z celem, gdyż niewielka byłaby szansa, że batsman odbiłby piłkę na square drive, a zasadniczo zerowa na to, że spróbowałby wybicia na fine leg.

### Atak i obrona

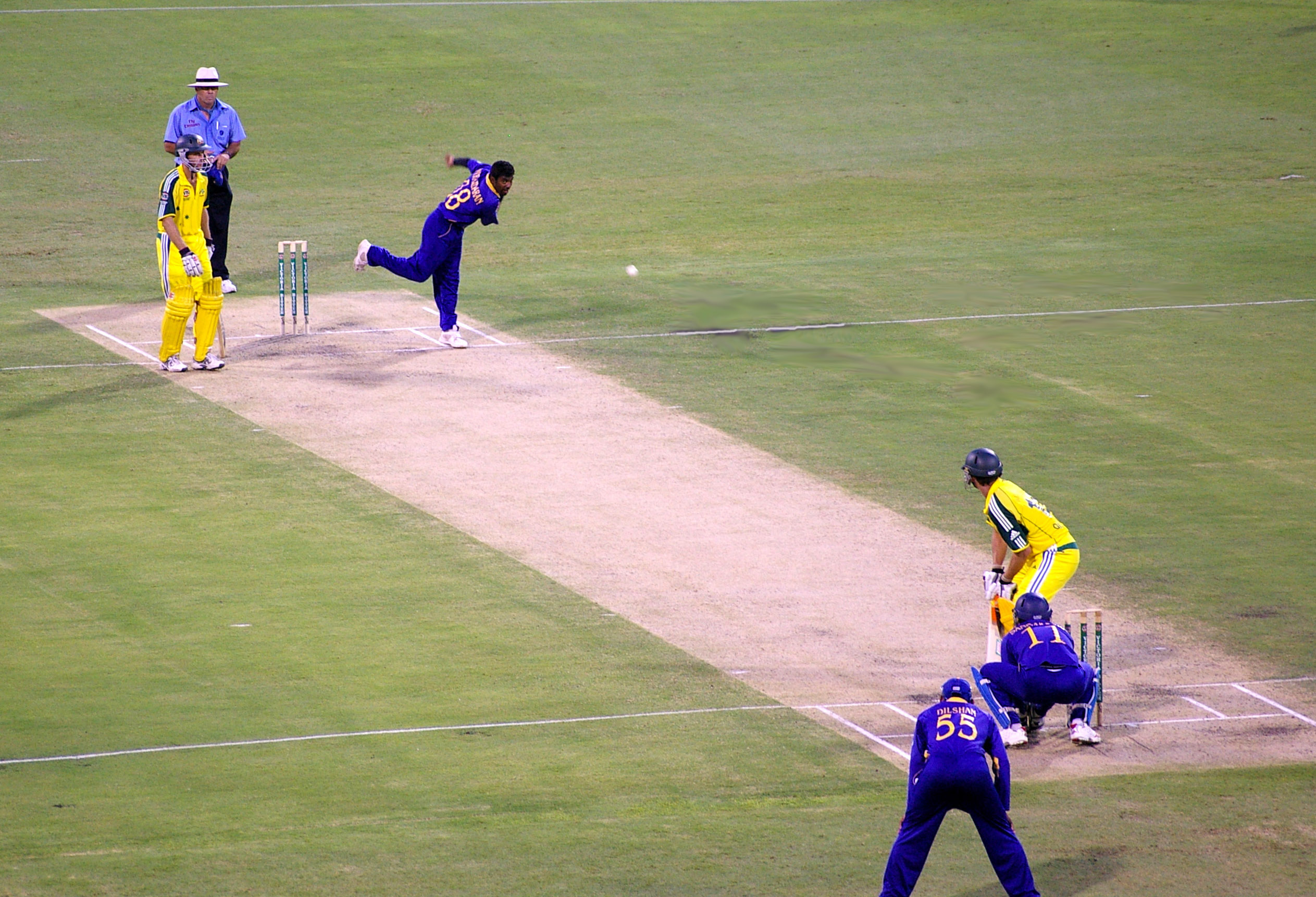
Spinner Muttiah Muralitharan bowluje przy defensywnym polu. W pobliżu pitchu widzimy tylko jednego slipa.

Głównym problemem kapitana jest znalezienie złotego środka między defensywnym i ofensywnym polem. W ofensywnym polu, przy graczach ustawionych wyłącznie na pozycjach short, silly, slipach czy bat pad, batsman z łatwością jest w stanie wybić piłkę poza boisko. Jednak przy źle wymierzonym strzale ma też duże ryzyko bycia wyłapanym przez któregoś z graczy.
W defensywnym polu, niemal każda część boiska jest chroniona przez jakiegoś gracza. To w dużym stopniu zapobiega zdobywaniu czwórek oraz w sporym także szóstek. Jednak batsmani mogą spokojnie zdobywać pojedyncze i podwójne runy, co jest utrudnione przy ofensywnym polu.
Wiele czynników wpływa na decyzję kapitana: sytuacja w meczu, jaki bowler bowluje, jak długo batsman znajduje się w creasie, jak zużyta jest piłka, stan pitchu, światło a nawet to jak blisko jest do przerwy w meczu.
Generalne założenia:
Atakuj…
…nowego batsmanaBatsmanowi tuż po wejściu na boisko prędzej przydarzy się źle wymierzony strzał niż takiemu, który od dłuższego czasu zdobywa punkty i czuje się pewnie (sytuacja podobna do wejścia rezerwowego bramkarza w trakcie meczu piłki nożnej).
…przy nowej piłceSzybcy bowlerzy mają najszybszy zamach i potrafią sprawić, że piłka najmocniej odbije się od pitchu. Gdy piłka jest nowa efekt ten jest jeszcze lepszy i wtedy batsman ma problem z dobrym odbiciem.
…po powrocie z przerwyPo przerwie batsman musi na nowo wprowadzać się do gry. Wtedy istnieje szansa, że popełni błąd.
…przy bardzo dobrym bowlerzeNajlepsi bowlerzy potrafią wykonywać najtrudniejsze do odbioru rzuty, które mogą korzystać z atakującego pola, np. bardzo szybki bowler może rzucić piłkę tak mocno, że batsman próbując tylko ją zatrzymać, odbije ją w stronę bliskich łapiących pozycji.
…kiedy pitch sprzyja bowlerowi a nie batsmanowiWilgotny pitch pomaga szybkim bowlerom otrzymać nieprzewidywalne zmiany lotu piłki po odbiciu; suchy pitch pomaga spinnerom zdobyć nieprzewidywalny lub mocniejszy spin, natomiast wilgotne, pochmurne warunki sprzyjają swingerom. Wymienione sytuacje mogą prowadzić do wyłapań na bliskich łapiących pozycjach.
…kiedy strona odbijająca jest pod presjąKiedy strona odbijająca ma niskie morale lub jest pod presją, np. w wyniku straty kilku wicketów na początku meczu lub gdy bowler jest o jedno wyeliminowanie od hat-tricka, atakujące pole zwiększa presję i szansę na wyeliminowanie.
Defend…
…kiedy batsman "zadomowił się w crease"Trudną sztuką jest wyeliminowanie batsmana, gdy ten odbija od dłuższego czasu i bowling nie robi na nim większego wrażenia. Wtedy najlepszą taktyką jest obrona, zmniejszanie średniej zdobywanych ranów i ilości czwórek, co może prowadzić batsmana do frustracji a to do złego lub nieprzemyślanego odbicia.
…kiedy strona odbijająca musi szybko zdobywać punktyW sytuacjach, gdzie strona odbijająca musi szybko zdobywać punkty, aby wygrać, gdyż zbliża się koniec inningsa z ograniczoną liczbą overów, zmniejszenie ilości zdobywanych przez nich punktów jest lepszą taktyką niż polowanie na wyłapanie batsmana.
…kiedy strona odbijająca zdobywa punkty zbyt szybkoGdy batsmani szybko zdobywają punkty, oznacza iż czują się komfortowo w grze i polowanie na wyłapanie jest gorszym rozwiązaniem niż spokojne zmniejszanie średniej zdobytych runów.
…kiedy pitch sprzyja batsmanowiJeśli nie ma warunków sprzyjających bowlerom i batsman może za każdym razem z łatwością odbić piłkę, nie ma sensu w ustawianiu atakującego pola.
…kiedy rzuca kiepski bowlerJeśli z jakiegokolwiek powodu słaby bowler musi rzucać, najlepszym wyjściem jest zmniejszenie strat, które mógłby spowodować.

### Off i on side
Kapitan musi też podjąć decyzję dotyczącą liczby graczy na obu stronach boiska (on side i off side). Przy 9 fielderach do rozstawienia nie da się rozstawić ich po równo, ale nierówność może się wahać.
Przy określaniu ustawienia graczy na polu używa się formy cyfr połączonych kreską. I tak dla pola na którym jest 5 fielderów na off side i 5 na on side używa się określenia 5-4.
Zazwyczaj najwięcej fielderów znajduje się na off side, gdyż odbijanie w tę stronę jest dla batsmana wygodniejsze.
W atakującym polu może być 3-4 slipów, 1-2 gullych, co daje potencjalnie do 6 fielderów w tym rejonie. Najczęściej towarzyszyć im będą mid-on, mid-off i square lub fine leg, tworząc ustawienie 7-2. Jednak dwaj fielderzy na on side, wbrew pozorom, będą mieć mało pracy, gdyż bowlerzy będą konsekwentnie rzucać piłki w linii off.
Dla stworzenia bardziej defensywnego pola, gracze będą się przesuwać ze slipów i gully w nieobstawione części boiska, tworząc ustawienia 6-3 i 5-4.
Gdy bowluje legspinner, na on side może się znaleźć pięciu fielderów w przypadku atakującego pola, ale bardzo rzadko zdarza się, aby było ich tam więcej niż pięciu, choćby ze względu na ograniczenie związane z bodyline.
Specyficznym atakującym ustawieniem jest leg side trap, gdy ustawia się graczy przy boundary na on side, a bowler będzie rzucał bouncery (krótko rzucane piłki, które po odbiciu lecą w stronę głowy batsmana), prowokując uderzenia typu hook, które źle wykonane mogą się kończyć wyłapaniem piłki przy granicy boiska.

## Sprzęt

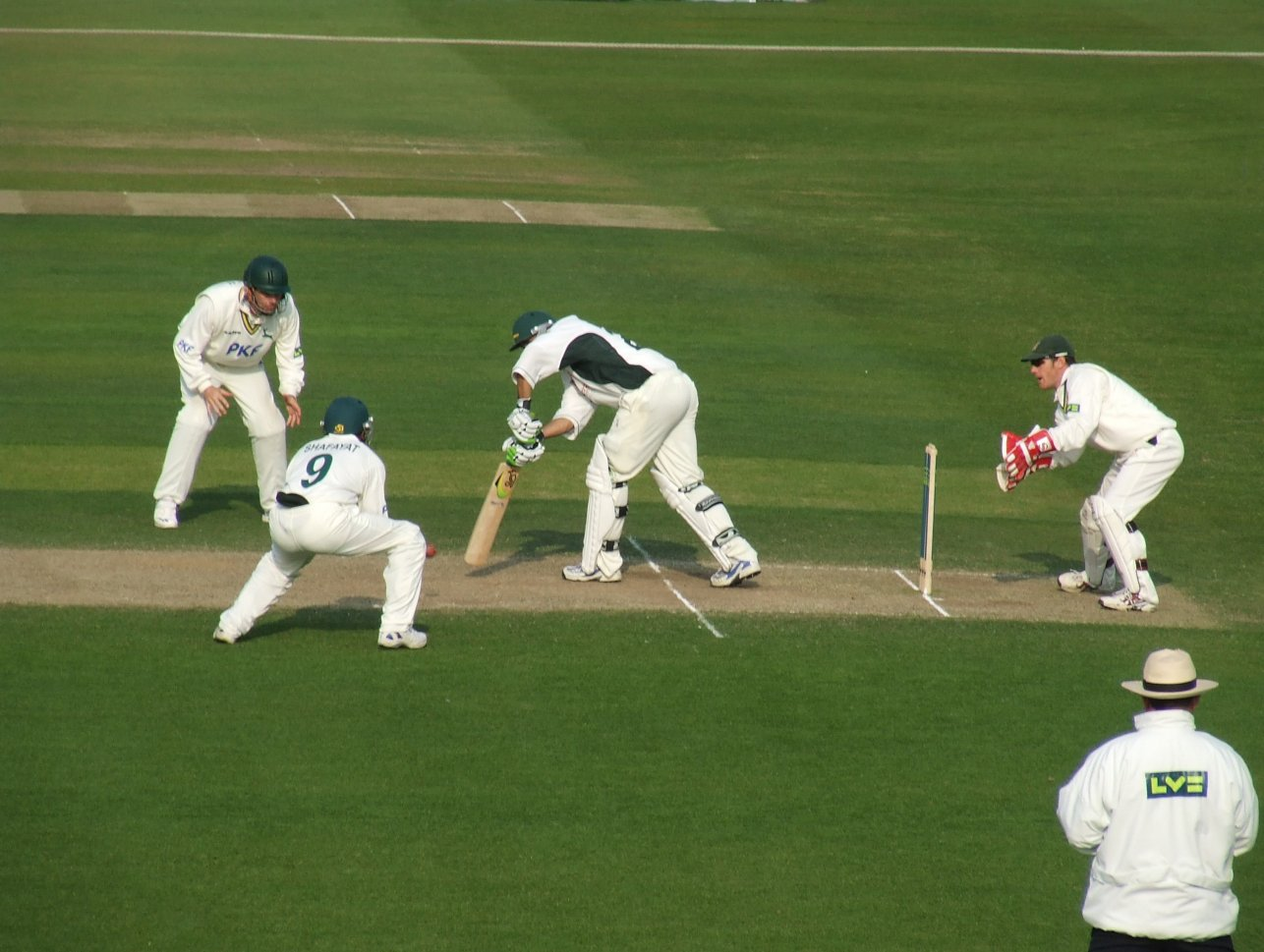
Dwaj zawodnicy Nottinghamshire grający na pozycjach Silly mid-off (dalej) i silly mid-on (bliżej) w kaskach i ochraniaczach czekają na błąd batsmana. Ochraniacze na piszczele wicket-keepera są na wierzchu, podczas gdy fielderzy muszą schować je pod ubraniem

Teoretycznie każdy fielder może używać kasku, ale tylko gracze na pozycjach silly lub bad pat wykorzystują kaski (choćby ze względu na ryzyko karnych runów, gdy piłka ugrzęźnie między kratką chroniącą szczękę a daszkiem). Gracze mogą mieć też ochraniacze pod ubraniem, i znów tylko gracze na pozycjach silly i bat pad ich używają, gdyż inaczej utrudniają one bieganie. Jednak wszyscy fielderzy noszą tzw. cricket box, czyli ochraniacz na genitalia.
Jakkolwiek, żaden fielder poza wicket-keeperem nie może używać rękawic ani żadnej innej ochrony na dłonie czy palce, chyba że sędzia się zgodzi, np. ze względu na jakąś drobną kontuzję.
Twarde piłki krykietowe mogą latać z dużymi prędkościami. W historii przytrafiały się przypadki śmiertelne, ale są one rzadkie. W 1998 roku w meczu bengalskiego klubu z Dhaki, hinduski krykiecista Raman Lamba zginął po tym jak został uderzony piłką krykietową w czoło.

## Specjalności fielderów
Wielu krykiecistów specjalizuje się w konkretnych pozycjach i najczęściej będzie można ich zobaczyć w danym miejscu:
- Gracze na pozycjach slips muszą posiadać umiejętność szybkiej reakcji oraz ciągłej koncentracji. Najczęściej slipami są najlepsi batsmani, gdyż obie pozycje wymagają wyjątkowej koordynacji oko-ręka.
- Fast bowlerzy będą najczęściej grać na niewymagających pozycjach takich jak third man czy fine leg, aby mogli odpocząć między overami w których rzucają, gdyż fast bowling wymaga największej siły i jest najbardziej męczący a ponadto fast bowlerzy potrafią najlepiej rzucać dalekie piłki spod boundary.
- Gracze znani ze zwinności i celności rzutów będą najczęściej grali na pozycjach cover, point czy mid-wicket, gdyż przy szybkim odrzuceniu piłki z linii infield/outfield istnieje duża szansa na wyeliminowanie batsmanów poprzez run out.